# Mousse T.
Mousse T., właśc. Mustafa Gündoğdu (ur. 2 października 1966 w Hagen) – niemiecki DJ, producent muzyczny i kompozytor pochodzenia tureckiego.
Znany głównie z przebojów „Horny ’98” oraz „Sex Bomb”, który nagrał z Tomem Jonesem.

## Dyskografia
Albumy studyjne
- Gourmet de Funk (2002)
- All Nite Madness (2004)
- Right About Now (2004)
- Re-orchestrated (2007)
- Where Is the Love (2018)